# San Patrizio (titolo cardinalizio)
San Patrizio (in latino: Titulus Sancti Patricii ad locum vulgo “Villa Ludovisi”) è un titolo cardinalizio istituito da papa Paolo VI il 5 febbraio 1965 con la costituzione apostolica Mirifica Ecclesiae. Il titolo insiste sulla chiesa di San Patrizio a Villa Ludovisi. 
Dal 18 febbraio 2012 il titolare è il cardinale Thomas Christopher Collins, arcivescovo emerito di Toronto.

## Titolari
Si omettono i periodi di titolo vacante non superiori ai 2 anni.
- William John Conway (25 febbraio 1965 - 17 aprile 1977 deceduto)
- Tomás Ó Fiaich (30 giugno 1979 - 8 maggio 1990 deceduto)
- Cahal Brendan Daly (28 giugno 1991 - 31 dicembre 2009 deceduto)
  - Titolo vacante (2009 - 2012)
- Thomas Christopher Collins, dal 18 febbraio 2012